# اسون
اسون(به فرانسوی: Essonne) نود و یکمین شهرستان فرانسه است.
شهرستان اسون در شمال فرانسه قرار دارد.
این شهرستان همسایه جنوبی چهار شهرستان کوچک فرانسه به نام‌های او-دو-سن، سن-سن-دنی، وال دو مارن و پاریس می‌باشد .
اسون زیرمجموعه ناحیه ایل دو فرانس می‌باشد .
مساحت این شهرستان ۱٬۸۰۴ کیلومتر مربع و جمعیت آن ۱٬۲۰۱٬۹۹۴ نفر است. 